# Pruzilly
Pruzilly é uma comuna francesa na região administrativa de Borgonha-Franco-Condado, no departamento Saône-et-Loire. Estende-se por uma área de 4,27 km². Em 2010 a comuna tinha 343 habitantes (densidade: 80,3 hab./km²).